# Na Stínadlech
El Na Stínadlech es un estadio multiusos ubicado en la ciudad de Teplice, República Checa. Fue inaugurado el 9 de mayo de 1973 y tiene una capacidad para 18 221 espectadores, siendo el estadio en el que disputa sus partidos el FK Teplice y en ocasiones la selección de fútbol de la República Checa para partidos de clasificación. A fecha de octubre de 2010, la selección nacional ha ganado 18 de 19 partidos disputados el Na Stínadlech, empatando el otro encuentro en un amistoso ante Suecia en 2002.
El estadio se ha mejorado gradualmente, incluso consiguió la final de la Copa Checa de 2016 y varios partidos de la selección nacional. En 2016 también cambió por primera vez su nombre por motivos comerciales, pasando a ser AGC Arena.

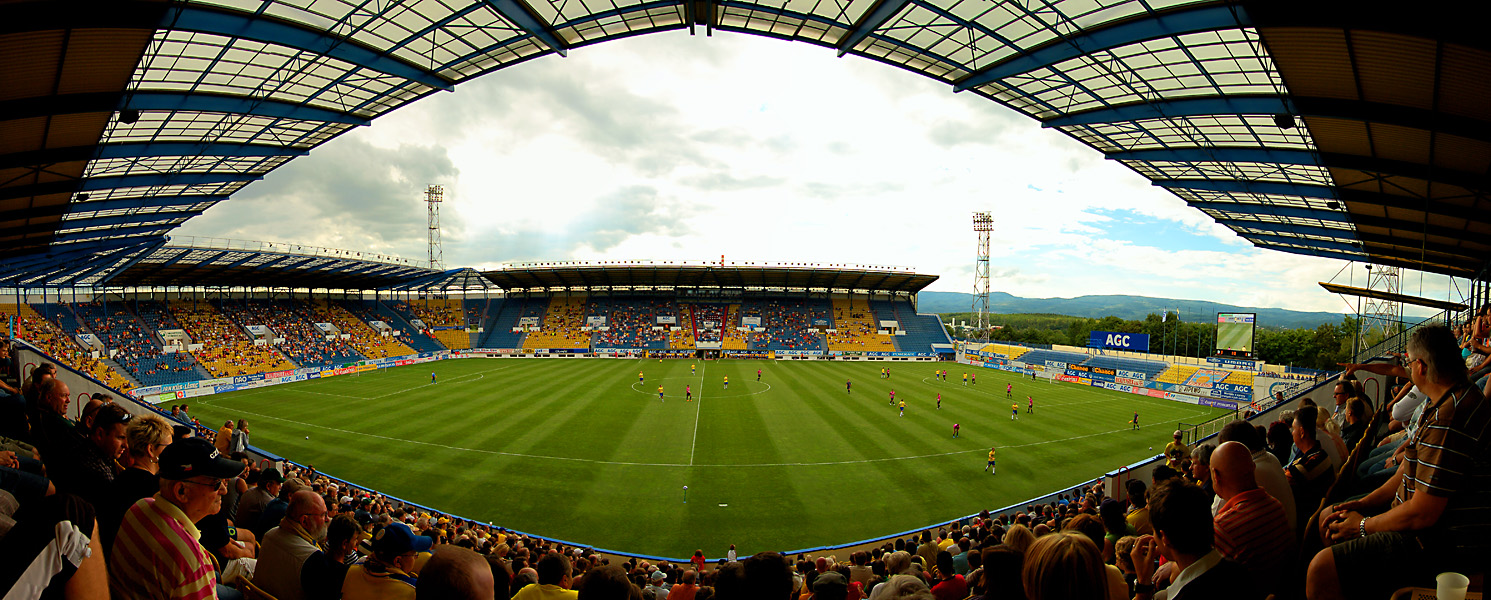
Imagen panorámica Estadio Na Stínadlech.